# Бубакар Траоре
Бубакар Фає Траоре (фр. Boubacar Faye Traorè; нар. 26 липня 1997, Каолак, Сенегал) — сенегальський футболіст, лівий захисник болгарського клубу «Берое».

## Життєпис
Футболом розпочав займатися в Італії. На дитячо-юнацькому рівні грав за скромний клуб «Туттокуойо», а в сезоні 2016/17 років, під час перебування в оренді, грав за молодіжну команду «Торіно». На дорослому рівні дебютував за «Туттокуойо», 5 грудня 2015 року в програному (0:1) поєдинку проти «Прато». По завершенні угоди з італійським клубом понад рік перебував без команди. У березні 2018 року переїхав на Мальту, де став гравцем місцевого «Таршіен Райнбоус». 7 квітня 2018 року відзначився першим голом в кар'єрі, у переможному (3:1) домашньому матчі проти Бальцана.
17 липня 2018 року перейшов до «Теути» (Дуррес), де регулярно грав у Суперлізі Албанії й відзначився трьома голами. В Албанії він пробув лише рік. 7 липня 2019 року перейшов у «Хапоель» (Кфар-Сава). У тридцяти зіграних матчах за ізраїльський клуб відзначився 3-ма голами.
Влітку 2020 року став гравцем швейцарського «Санкт-Галлена».
28 січня 2022 року підписав контракт з «Металістом». 1 липня того ж року припинив співпрацю з харківським клубом.

## Статистика виступів

### Клубна
Станом на 31 січня 2022 року
| Сезон                     | Команда                   | Чемпіонат                 | Чемпіонат | Чемпіонат | Нац. кубок | Нац. кубок | Нац. кубок | Конт. кубок | Конт. кубок | Конт. кубок | Інші кубки | Інші кубки | Інші кубки | Загалом | Загалом |
| Сезон                     | Команда                   | Змаг.                     | Матчі     | Голи      | Змаг.      | Матчі      | Голи       | Змаг.       | Матчі       | Голи        | Змаг.      | Матчі      | Голи       | Матчі   | Голи    |
| ------------------------- | ------------------------- | ------------------------- | --------- | --------- | ---------- | ---------- | ---------- | ----------- | ----------- | ----------- | ---------- | ---------- | ---------- | ------- | ------- |
| 2015-2016                 | «Туттокуойо»              | ЛП                        | 2         | 0         | КІ-ЛП      | 2          | 0          |             | -           | -           |            | -          | -          | 4       | 0       |
| бер.-чер. 2018            | «Таршіен Райнбоус»        | ПЛ                        | 5         | 0         |            | -          | -          |             | -           | -           |            | -          | -          | 0       | 0       |
| 2018-2019                 | «Теута»                   | СА                        | 23        | 3         | КА         | 4          | 1          |             | -           | -           |            | -          | -          | 27      | 4       |
| 2019-2020                 | «Хапоель» (Кфар-Сава)     | ЛА                        | 25+5      | 3+0       | КІ+КТ      | 1+2        | 0          |             | -           | -           |            | -          | -          | 33      | 3       |
| 2020-2021                 | «Санкт-Галлен»            | СЛ                        | 22        | 0         | КШ         | 0          | 0          | ЛЄУ         | 0           | 0           |            | -          | -          | 22      | 0       |
| 2021-січ. 2022            | «Санкт-Галлен»            | СЛ                        | 13        | 0         | КШ         | 2          | 0          |             | -           | -           |            | -          | -          | 15      | 0       |
| Загалом за «Санкт-Галлен» | Загалом за «Санкт-Галлен» | Загалом за «Санкт-Галлен» | 35        | 0         |            | 2          | 0          |             | 0           | 0           |            | -          | -          | 37      | 0       |
| Усього за кар'єру         | Усього за кар'єру         | Усього за кар'єру         | 95        | 7         |            | 11         | 1          |             | 0           | 0           |            | -          | -          | 106     | 8       |